# Vương quốc đồng tính nam và đồng tính nữ Quần đảo Biển San hô
Vương quốc đồng tính nam và đồng tính nữ Quần đảo Biển San hô (tiếng Anh: Gay and Lesbian Kingdom of the Coral Sea Islands), còn được gọi là Vương quốc Đồng tính Biển San hô (tiếng Anh: The Gay Kingdom of the Coral Sea), là một vi quốc gia được thành lập như một cuộc biểu tình chính trị mang tính biểu tượng của một nhóm các nhà hoạt động vì quyền của người đồng tính có trụ sở tại Australia.
Được thành lập vào năm 2004 để đáp lại việc chính phủ Úc từ chối công nhận các cuộc hôn nhân đồng giới, nó được thành lập trên Lãnh thổ hải ngoại Quần đảo Biển San hô, một nhóm đảo nhỏ không người ở phía đông của Rạn san hô Great Barrier. Vương quốc đã bị giải thể vào ngày 17 tháng 11 năm 2017 sau quyết định của người Australia để hợp pháp hóa hôn nhân đồng giới.

## Lịch sử

### Trước khi thành lập
Quần đảo Biển San hô lần đầu tiên được ghi vào hải đồ năm 1803. Trong những năm 1870 và 1880, các đảo phục vụ việc khai thác guano nhưng việc không có nguồn cung cấp nước ngọt đáng tin cậy đã ngăn cản sự cư trú lâu dài. Quần đảo Biển San hô trở thành lãnh thổ hải ngoại của Úc vào năm 1969 theo Đạo luật Quần đảo Biển San hô (trước đó, khu vực này được coi là một phần của Queensland) và được mở rộng vào năm 1997 để bao gồm Rạn san hô Elizabeth và Rạn san hô Middleton gần 800 km về phía nam, đã nằm ở Biển Tasman.
Hai rạn san hô sau này gần hơn với Đảo Lord Howe, New South Wales, (khoảng 150 km (93 mi)) so với hòn đảo cực nam của phần còn lại của lãnh thổ, Đảo Cato. Các hòn đảo, đảo và đá ngầm của Rạn san hô Great Barrier không phải là một phần của lãnh thổ, thay vào đó thuộc về Queensland. Rìa ngoài của Rạn san hô Great Barrier là ranh giới giữa Queensland và Lãnh thổ Quần đảo Biển San hô.

### Sự nổi lên
Sáng kiến thành lập một vương quốc đồng tính đã được Matthew Briggs của Lễ hội tự hào đồng tính nam và đồng tính nữ Brisbane thực hiện vào năm 2003. Các nhà hoạt động đồng tính tin rằng sự thay đổi trong luật hôn nhân, đặc biệt là kế hoạch của chính phủ nhằm sửa đổi đạo luật hôn nhân ngăn chặn các cặp đồng tính luyến ái kết hôn ở nước ngoài để mối quan hệ của họ được công nhận, đã lấy từ những người đồng tính luyến ái quyền được đối xử bình đẳng, cho dù đó là hôn nhân, hưu bổng, thăm bệnh viện, nhận con nuôi hay điều trị IVF.

### Tuyên bố độc lập
Vào ngày 14 tháng 6 năm 2004, sau khi chèo thuyền trên một con tàu có tên Gayflower (liên quan đến Mayflower), các nhà hoạt động đã giương cao lá cờ tự hào đồng tính trên đảo Cato và tuyên bố Quần đảo Biển San hô là một quốc gia đồng tính nam và đồng tính nữ độc lập.

Một tấm bia tưởng niệm trên mũi phía đông bắc của đảo Cato để kỷ niệm sự kiện lịch sử này và đọc:
"Vào ngày 14 tháng 6 năm 2004, tại điểm cao nhất ở Biển San hô, Hoàng đế Dale Parker Anderson đã giương lá cờ cầu vồng đồng tính và tuyên bố các đảo của Biển San hô là tên của quê hương của các dân tộc đồng tính nam và nữ trên thế giới. Chúa phù hộ vua chúng ta! "
Trùng hợp với quyết định ly khai khỏi chủ quyền của Úc, những người sáng lập vương quốc đã soạn thảo một bản tuyên ngôn độc lập. Bản tuyên ngôn bắt đầu:
"Những người đồng tính luyến ái đã thành thật nỗ lực ở khắp mọi nơi để hợp nhất bản thân chúng ta trong đời sống xã hội của các cộng đồng xung quanh và được đối xử bình đẳng. Chúng tôi không được phép làm như vậy. Trong vô vọng, chúng ta là những người yêu nước trung thành, lòng trung thành của chúng ta ở một số nơi chạy đến cực đoan; vô ích, chúng ta sẽ hy sinh mạng sống và tài sản như những đồng bào của chúng ta; vô ích, chúng ta cố gắng tăng danh tiếng của quê hương về khoa học và nghệ thuật, hoặc sự giàu có của Người bằng thương mại và thương mại. Ở những đất nước mà chúng ta đã sống trong nhiều thế kỷ, chúng ta vẫn khóc như những người xa lạ.... Trong thế giới như bây giờ và trong một thời kỳ không xác định.... Tôi nghĩ chúng ta sẽ không đứng yên cho hòa bình."
Được tuyên bố là được truyền cảm hứng từ bản tuyên ngôn của Mỹ, Tuyên ngôn Độc lập của vương quốc cũng tuyên bố: "Chúng tôi sẽ giữ những sự thật này là hiển nhiên, rằng tất cả mọi người đều được tạo ra như nhau, rằng họ được tạo ra bởi một số quyền không thể thay đổi, trong số đó đó là cuộc sống, tự do và mưu cầu hạnh phúc."
Các nhà hoạt động đã thành lập một khu cắm trại trên đảo Cato mà họ đặt tên là "Thiên Đường" theo câu lạc bộ đêm đồng tính nổi tiếng ở London là thủ đô và "I Am What I Am" được đặt làm quốc ca của Vương quốc.
Lãnh đạo của những người biểu tình, Dale Parker Anderson, được bầu làm Quản trị viên của lãnh thổ và sau đó "tuyên bố là hoàng đế" của vương quốc khi giành được độc lập, trở thành Dale R.
Trong một kế hoạch tương tự như Luật Hoàn trả của Israel, một người sẽ tự động được cấp tư cách thường trú nhân và ngay lập tức đủ điều kiện để có quyền công dân tại Vương quốc Đồng tính nam và Đồng tính nữ của Quần đảo Biển San hô chỉ bằng cách là trở thành một người đồng tính nam hoặc đồng tính nữ.

### Giải thể
Vào cuối năm 2016, trang web chính thức của Vương quốc đồng tính nam và đồng tính nữ của Quần đảo Biển San hô đã thêm một liên kết để hướng người xem đến trang web của Chiến dịch Bình đẳng, tổ chức đang kêu gọi cử tri Úc tham gia Khảo sát Bưu chính Luật Hôn nhân Úc, trong đó một cuộc bỏ phiếu "có" có thể sẽ khiến Quốc hội Úc ban hành hôn nhân đồng giới.
Sau quyết định của người dân Úc để hợp pháp hóa hôn nhân đồng giới, Hoàng đế tự xưng Matthew Briggs tuyên bố vương quốc bị giải thể vào ngày 17 tháng 11 năm 2017.

## Địa lý
Lãnh thổ Quần đảo Biển San hô là một lãnh thổ hải ngoại của Úc, bao gồm một nhóm các hòn đảo nhiệt đới nhỏ và hầu hết không có người ở và Biển San hô, phía đông bắc Queensland, Úc. Lãnh thổ có diện tích 780.000 km2, phần lớn là đại dương, kéo dài về phía đông và nam từ rìa ngoài của rạn san hô Great Barrier, và bao gồm đảo Heralds Beacon, rặng Osprey, quần đảo Willis và mười lăm rạn/đảo khác các nhóm. Đảo Cato là điểm cao nhất trong Lãnh thổ và một địa điểm cắm trại trên Đảo có tên Thiên Đường là thủ đô được tuyên bố của Vương quốc đồng tính nam và đồng tính nữ Quần đảo Biển San hô.

## Kinh tế
Vương quốc đã phát hành những con tem đầu tiên vào tháng 7 năm 2006 "với mục đích tạo ra một danh tiếng cao và đặc biệt giữa những người sưu tầm tem". Trang web của vương quốc tuyên bố rằng du lịch, đánh cá và nghiên cứu về tem là những hoạt động kinh tế duy nhất của nó. Tuy nhiên, bơi lội, đi bộ rạn san hô, lặn với ống thở, ngắm chim, thu thập vỏ sò và khám phá tàu đắm đều là những hoạt động phi kinh tế bởi chính phủ đồng tính.

## Quan hệ quốc tế
Khác với cư dân biểu tình, các đảo thuộc Lãnh thổ Quần đảo Biển San Hô không có người ở và sự độc lập của vương quốc không được công nhận bởi Úc hoặc bất kỳ chính phủ nào trên thế giới. Quần đảo Biển San hô tiếp tục được Liên Hợp Quốc công nhận là Lãnh thổ hải ngoại của Úc. Vào ngày 13 tháng 9 năm 2004, Vương quốc Đồng tính tuyên chiến với Úc.
Vào tháng 5 năm 2010, Dale Anderson đã được mời (nhưng không tham dự) một hội nghị tại Sydney dành cho các nhà lãnh đạo của tất cả các tổ chức vi quốc gia trên thế giới, để xác định các cách để được công nhận là quốc gia có chủ quyền. Chính phủ đồng tính tuyên bố rằng Hoàng đế sẽ không tham dự hội nghị với lý do Vương quốc đồng tính nam và đồng tính nữ của Quần đảo Biển San hô là một lãnh thổ hải ngoại của Úc không phải là một vi quốc gia.

Vào ngày 28 tháng 2 năm 2017, Thượng nghị sĩ Đảng Tự do Úc Eric Abetz đã phản đối lá cờ cầu vồng được trưng bày trong Bộ Tài chính với lý do các cơ quan chính phủ nên có lập trường trung lập trong các cuộc tranh luận chính trị. Ông kết luận ý kiến của mình bằng một quan sát ngẫu nhiên bằng cách xác định: 
"... Lá cờ đặc biệt này là lá cờ của Vương quốc đồng tính nam và đồng tính nữ của Quần đảo Biển San hô, đã tuyên chiến với Úc. Thượng nghị sĩ Cormann, bạn sẽ hiểu họ đã làm giống như Hoàng tử Leonard của Công quốc Hutt River và đây là cờ chính thức của họ. Đó là cờ của một quốc gia thù địch, nếu chúng ta tin họ, đã tuyên chiến với Úc... "
Cormann đồng ý, khẳng định rằng "Chúng tôi sẽ đảm bảo rằng không có cờ của các quốc gia thù địch ở bất kỳ nơi nào trong bất kỳ tòa nhà chính phủ nào".

## Hình ảnh

Hình tam giác màu hồng, một biểu tượng của người đồng tính tại vương quốc
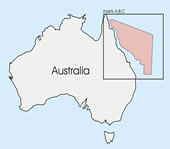
Một bản đồ của vương quốc
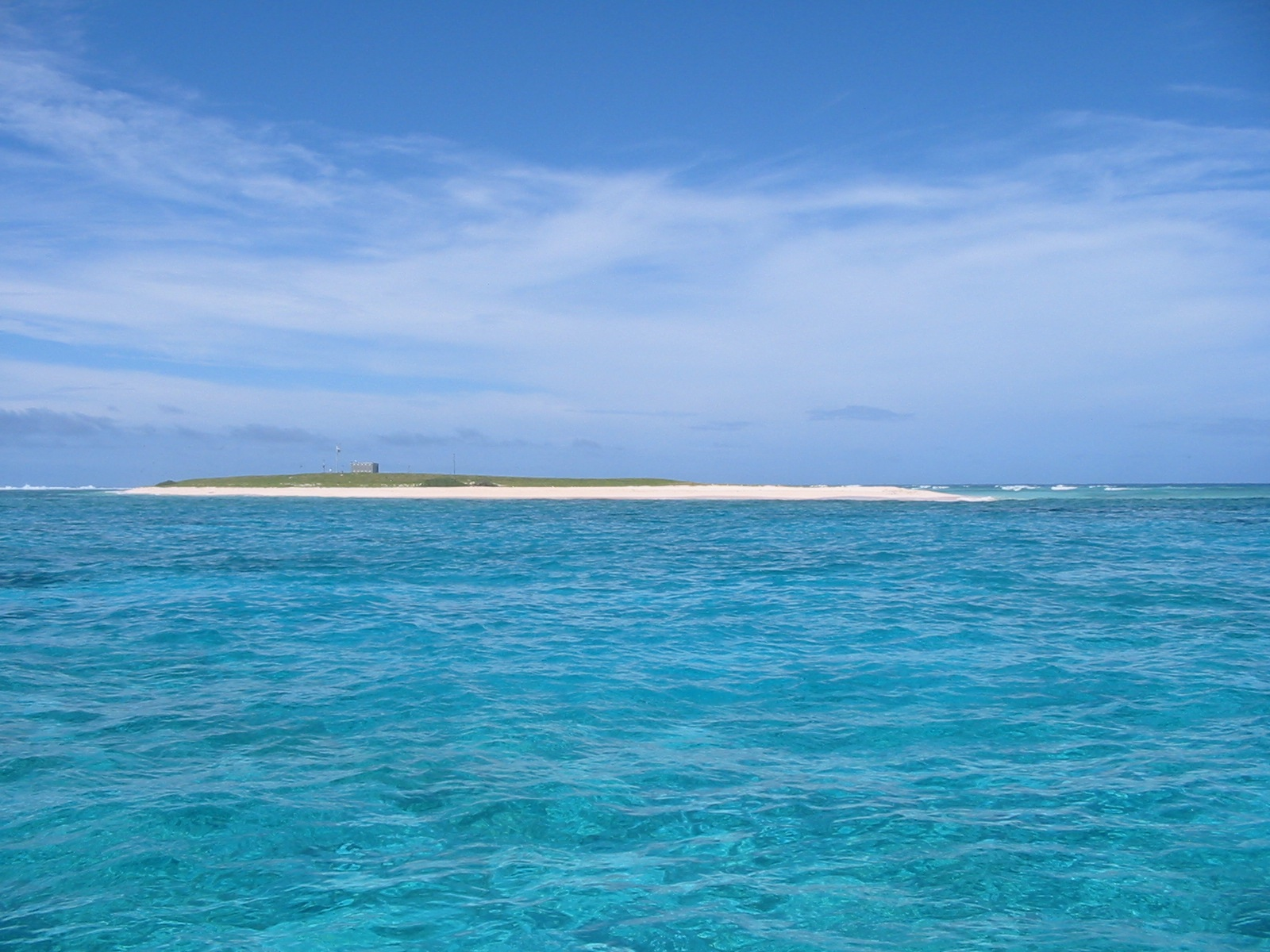
Đảo Cato, nơi đặt trụ sở hành chính của vương quốc